# Exeter (Nowa Południowa Walia)
Exeter – miasto w Australii, w stanie Nowa Południowa Walia.